# ارشک یکم
اَرشَک یکم یا اشک یکم (‎/ˈɑːrsəsiːz/‎؛ از زبان یونانی: Ἀρσάκης؛ در پارتی: 𐭀𐭓𐭔𐭊) نخستین پادشاه پارت و همچنین بنیانگذار و نام‌دهنده سلسله اشکانی بود که از سال ۲۴۷ قبل از میلاد تا ۲۱۷ قبل از میلاد حکومت کرد. او رهبر قبیله پارتی، یکی از سه قبیله‌های اتحادیه داهه، بود و توانست در میانه قرن سوم پیش از میلاد، آندراگوراس، حاکم ایالت پارت (امروزه شامل بخش‌هایی از ترکمنستان و ایران است) که علیه سلسله سلوکیان عَلَم طغیان برافراشته بود را شکست بدهد و سلسله خود را تأسیس کند. او بقیه دوران سلطنت خود را به استوار کردن حاکمیت خود در این منطقه سپری کرد و با موفقیت تلاش‌های سلوکیان برای بازپس‌گیری پارت را ناکام گذاشت. به دلیل دستاوردهای ارشک یکم، وی به یک شخصیت محبوب در میان پادشاهان آینده اشکانی تبدیل شد و آن‌ها از نام اشک، به عنوان نام سلطنتی خود استفاده کردند. هنگام مرگ او، ارشک پایه‌های یک دولت قدرتمند را بنیان نهاد که سرانجام تحت پادشاهی نوه برادرش، مهرداد یکم که عنوان سلطنتی خاور نزدیک باستان، شاهنشاه را برای خود برگزید، به شاهنشاهی تبدیل شد.
دستاوردهای ارشک برای او حرمت و وجهه بسیار بالایی را بین پارت‌ها به ارمغان آورد چنانچه او را «پدر ملت» لقب دادند.
منابع ادبی دربارهٔ دوران ارشک بسیار کمیاب است و منحصراً از روایات متناقض یونانی و رومی، که قرن‌ها پس از مرگش نوشته شده‌اند، گرفته شده‌است. در نتیجه، سلطنت او کم‌تر شناخته شده‌است. دانشمندان معاصر حتی وجود او را زیر سؤال می‌بردند، تا این که مطالعات جدید و یافته‌های باستان‌شناسی، هویت او را در دهه ۱۹۶۰ تأیید کرد.

## نام
نام ارشک در لاتین به صورت Arsacēs (آرساکس) آمده‌است که از صورت یونانی‌اش Ἀρσάκης (آرساکس) گرفته شده‌است. در زبان پارسی باستان نام اشک به صورت اَرشَکَ (𐎠𐎼𐏁𐎣) و در زبان پارتی به صورت اَرشَک (𐭀𐭓𐭔𐭊) آمده‌است.

## زمینه

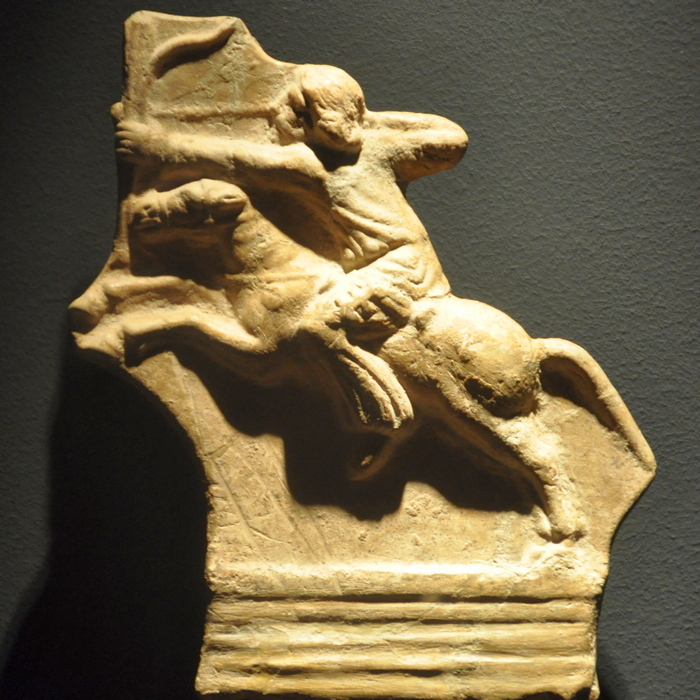
نقشی از یک کماندار سوارکار پارتی، واقع در پالازو ماداما، تورین

منابع دربارهٔ اشک اول تفاوت‌های زیادی با هم دارند. او را بیشتر از طریق منابع یونانی و رومی می‌شناسند که به دلیل جنگ‌های بعدی ایران و روم در زمان اشکانی، با او و سلسله‌اش خصمانه بودند. در تاریخ ملی ایران، تبار وی به چندین شخصیت اسطوره‌ای، از جمله کی کاواد، کی آرش، دارا پسر همای یا آرش کمانگیر، قهرمان نامدار ایرانی، می‌رسد. وابستگی ارشک به آرش ناشی از شباهت نام آنها و سکه‌های ارشک که از او به عنوان یک کماندار تقلید می‌کند، است. بنابرگفته مورخ رومی، امیانوس مارسلینوس، اشک راهزنی فقیر بود که به پارت حمله کرد و آنجا را فتح کرد و ساتراپ آنجا، آندروگوراس که از سلسله سلوکیان اعلام استقلال کرده بود را می‌کشد.
پذیرفته‌شده‌ترین نظریه، نظریه استرابون، جغرافی‌دان یونانی است: به گفته وی، اشک یک سردار سکایی یا باختری بود که رهبر یکی از سه قبائل اتحادیه داهه آسیای میانه، طایفه پارنی، قدرت داهه‌ها کاملاً به سوارکاری متکی بود و بدین ترتیب دارای نیروی بسیار متحرکی بودند که در صورت قرارگرفتن در خطر، قادر به عقب‌نشینی به جنوب دریاچه آرال بودند. به همین دلیل، امپراتوری‌های دیگر در تلاش برای کنترل آنها با مشکل روبرو بودند.
طوایف داهه در ابتدا در قرن ۴ قبل از میلاد بین رود آمودریا زندگی می‌کردند، اما به تدریج به سمت جنوب، احتمالاً در اوایل قرن ۳ قبل از میلاد، مهاجرت کردند. آنها ابتدا در جنوب شرقی، به باختر، مهاجرت کردند اما رانده شدند و در نتیجه مسیر مهاجرت خود را به سمت غرب تغییر دادند. آنها به تدریج در پارت، منطقه‌ای در قسمت جنوب شرقی دریای خزر، که تقریباً مطابق با استان خراسان رضوی و استان خراسان شمالی و فعلی ایران و جنوب ترکمنستان است، مستقر می‌شوند. این منطقه سپس تحت تسلط سلوکیان قرار گرفت. تا ۲۸۲/۱ قبل از میلاد، پارت تحت نفوذ قابل توجه پارنی‌ها قرار گرفت. پارنی‌ها تنها کسانی نبودند که به پارت مهاجرت کردند، این منطقه دائماً پذیرای امواج جدید مهاجران ایرانی از شمال بود.
پارنی‌ها یک قبیله ایرانی شرقی بودند که به آیین‌های کهن ایرانی اعتقاد داشتند. با این حال، آنها در اواسط قرن ۳ قبل از میلاد، به فرهنگ محلی پارت جذب شده بودند. آنها زبان پارتی، یک زبان ایرانی در شمال غربی ایران، را پذیرفتند و پیرو آیین زرتشت شدند و حتی نامهای زرتشتی به خود دادند، مانند پدر ارشک، فریاپیت، که نامش از لغت اوستایی فری‌یا پیتا («پدر عاشق») گرفته شده‌است. خود اشک  در پارت متولد و بزرگ شده بود و به زبان پارتی صحبت می‌کرد. طبق گفته مورخ فرانسوی، ژروم گاسلین، مسلماً اشک ممکن است بیشتر عمر خود را در سرزمین‌های سلوکی سپری کرده باشد و حتی ممکن است جزو نخبگان محلی پارت نیز بوده باشد.

## سلطنت

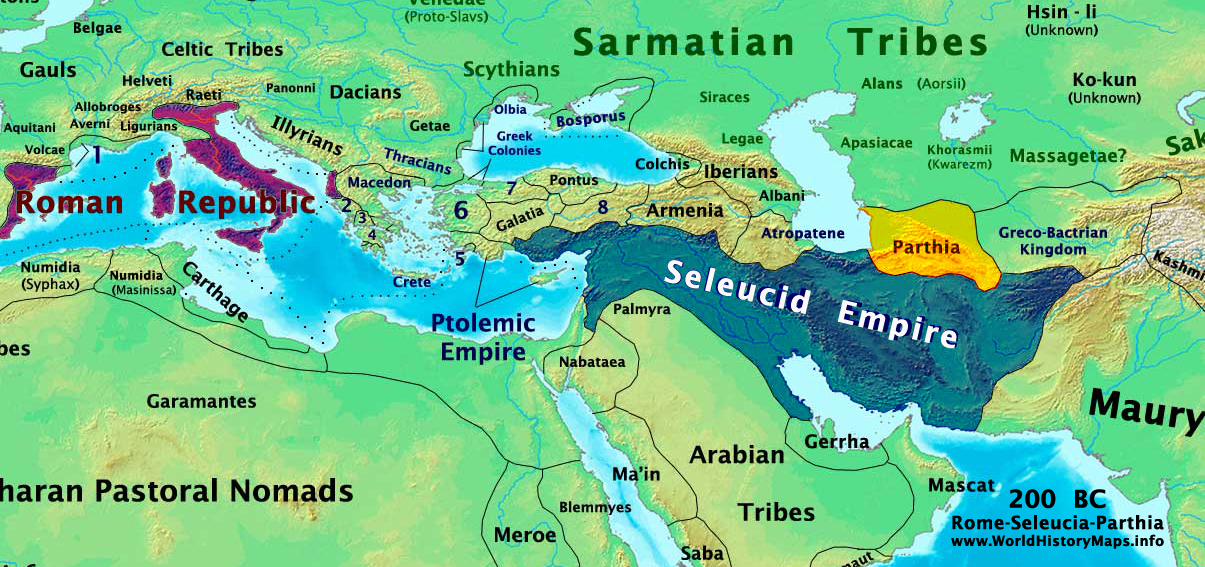
نقشه جغرافیایی پارت و مناطق اطراف آن

### جلوس و جنگ
در حدود سال ۲۵۰ پ. م، ارشک و پیروان پارنی‌اش، شهر قوچان را که نزدیک دره اترک قرار داشت، تصرف کردند. چند سال بعد،  حدود ۲۴۷ پ. م، اشک در شهر آساک، شهری که خود تأسیس کرده بود، تاجگذاری کرد. به‌طور کلی تصور می‌شود که تاجگذاری وی در آساک به عنوان آغاز سلسله اشکانی است. حدود ۲۴۵ پ. م، آندراگوراس، فرمانروای سلوکی پارت، استقلال خود را از پادشاه سلوکی، سلوکوس دوم کالینیکوس (۲۴۶–۲۲۵ پ. م)، اعلام کرد و شاه مستقلی شد و برای خود سکه ضرب کرد. پس از جدا شدن پارت از امپراتوری سلوکی و در نتیجه از دست دادن پشتیبانی نظامی سلوکی، آندراگوراس در حفظ مرزهای خود دچار مشکل شد و حدود ۲۳۸ سال قبل از میلاد، پارنی‌ها، تحت فرماندهی ارشک و برادرش تیرداد اول حمله کردند. ارشک کنترل پارت و استوا، منطقه شمالی پارت که مرکز اداری آن قوچان بود را از دست آندراگوراس گرفت.

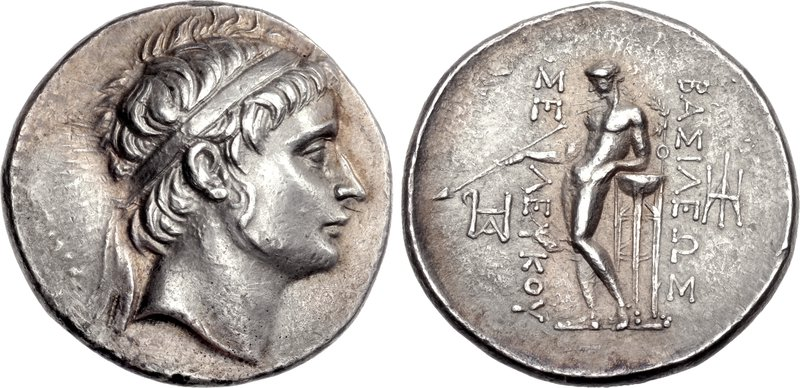
دراخمای سلوکوس دوم کالینیکوس، پادشاه (باسیلیوس) امپراتوری سلوکی

اندکی بعد پارنی‌ها بقیه پارت را از آندراگوراس گرفتند و در این راه او را کشتند. با فتح پارت، اشکانیان در منابع یونانی و رومی به پارتی معروف شدند. این اصطلاح توسط نویسندگان مدرن غربی نیز به‌طور منظم مورد استفاده قرار گرفته‌است. با این حال، طبق گفته مورخ مدرن استفان آر. هاوزر، «باید این اصطلاح را رها کرد؛ زیرا تصور نادرستی از یک طبقه حاکم قومی در بین جمعیت‌های چندقومی و چندزبانه را ارائه می‌دهد». ایالت همسایه هیرکانیا نیز مدت کوتاهی توسط پارنی‌ها فتح شد. در سال ۲۲۸ قبل از میلاد یک عملیات بازپس‌گیری توسط سلوکیان، به فرماندهی سلوکوس دوم، انجام شد، که برای ارشک، که در همان زمان با دیودوت دوم حاکم یونانی-باکتریایی در حال جنگ بود (۲۳۹–۲۲۰ قبل از میلاد)، مسئله ساز بود؛ بنابراین برای جلوگیری از جنگ در دو جبهه، ارشک به سرعت با دیودوت دوم پیمان صلح منعقد کرد. با این وجود، او نتوانست جلوی لشکرکشی سلوکی را بگیرد و مجبور شد از پارت، به مقصد آسیای میانه، عقب‌نشینی کند و در آنجا به آپاسیاک پناه برد. در نتیجه پارت، هرچند به مدت کوتاهی، فتح شد. به دلیل مشکلات موجود در مناطق غربی امپراتوری سلوکی، سلوکوس دوم مجبور به ترک پارت شد، این امر به ارشک فرصت داد تا سرزمینهای از دست رفته خود را به‌دست آورد و به احتمال زیاد سلطه خود را به سمت جنوب نیز گسترش دهد. در واقع، عقب‌نشینی ارشک به آپاسیاک، شاید اقدامی استراتژیک بود، زیرا سلوکوس دوم نه از منابع تعقیب وی برخوردار بود و نه زمان انعقاد پیمان صلح. ارشک همچنین با پادشاهی یونانی-باختری اتحاد ایجاد کرد که تأیید شده ارتباط بین دو قدرت به احتمال زیاد از مدت‌ها پیش برقرار شده بود. طبق گفته مورخ رومی، ژوستین، ارشک «دولت اشکانی را تأسیس و تثبیت کرد، سربازهایی را اخذ کرد، قلعه‌ها ساخت و شهرهایش را تقویت کرد.» او غیر از آساک، شهر دارا را نیز در کوه زاپورتنون، مکانی در پارت، بنیان نهاد. نسا نیز به همین ترتیب توسط ارشک تأسیس شد، و تا قرن اول پیش از میلاد به عنوان اقامتگاه سلطنتی اشکانیان مورد استفاده جانشینانش قرار گرفت.

## جانشینی

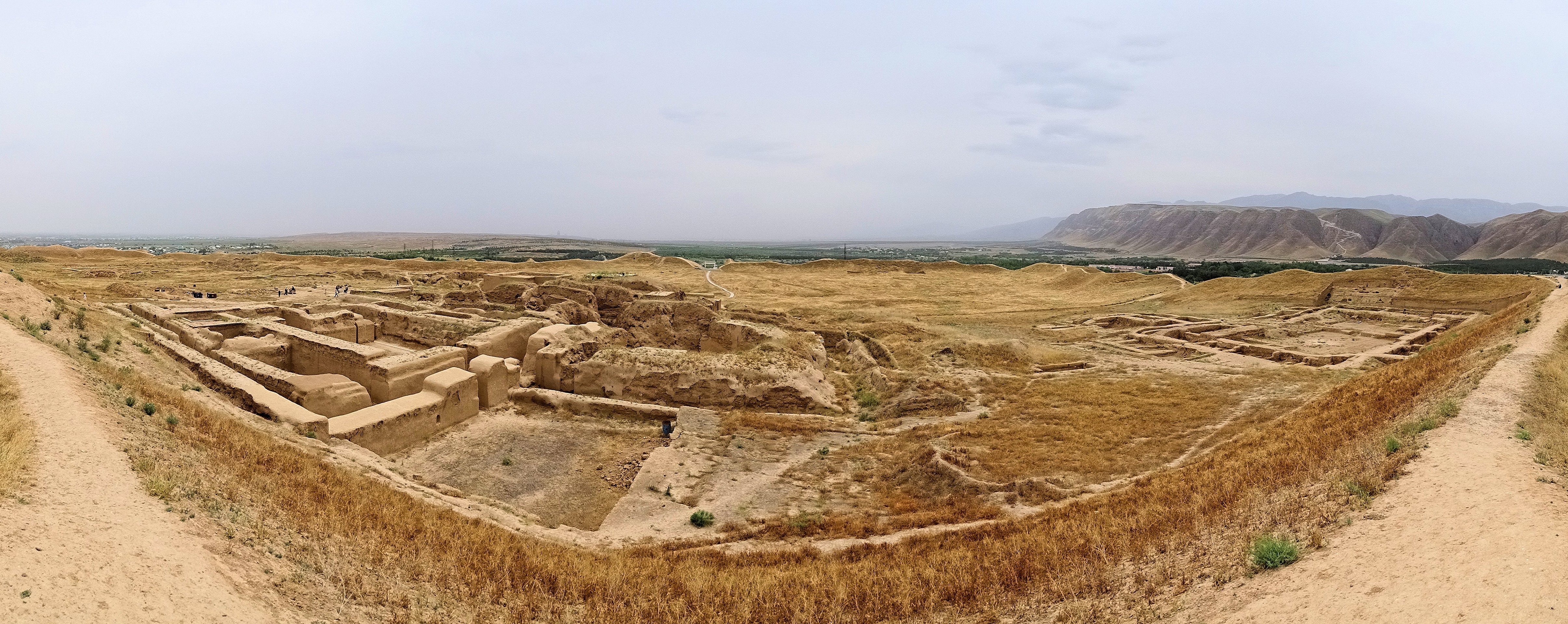
ویرانه‌های شهر باستانی نسا، محل اقامت سلطنتی سابق اشکانیان

برای مدت زمان طولانی، خط جانشینی ارشک، و تا حدی موجودیت تاریخی او، نامشخص بود. روایت اکنون منسوخ شده از بنیاد سلسله ارساسید توسط ارساسس و برادرش تیریداتس، که با هم شورشیان پارنی را رهبری می‌کردند، توسط ژان فوی وایلانت در سال ۱۷۲۵ تأسیس شد. جانشین وی به عنوان پادشاه سلسله اشکانیان شد. این منجر به نظریه‌های مختلفی شد، از جمله نظریه‌ای که ارشک را شخصیتی افسانه‌ای می‌دانست و بنیانگذاری اشکانیان را به تیرداد نسبت می‌داد. بین سالهای ۱۹۵۷ و ۱۹۶۲، جوزف وولسکی مجموعه‌ای از مقالات را با دیدگاهی مخالف منتشر کرد: او ارشک را بنیانگذار اشکانیان و تیرداد را شخصیتی افسانه‌ای می‌دانست. این نظریه از آن زمان، با واگرایی‌های جزئی، توسط اکثر محققان مورد حمایت قرار گرفته شد، تا زمانی که با کشف یک استراکونی با نام ارشک در نسا، موجودیت تاریخی ارشک تأیید شد. علاوه بر این، با تجزیه و تحلیل داده‌های سکه‌شناسی و منابع اخیر به این نتیجه رسیده‌اند که شخصیت تیرداد واقعاً خیالی است و ارشک تا زمان مرگش در سال ۲۱۷ قبل از میلاد به حکمرانی ادامه داد، و سپس پسرش ارشک دوم جانشین او شد.

## سکه‌شناسی

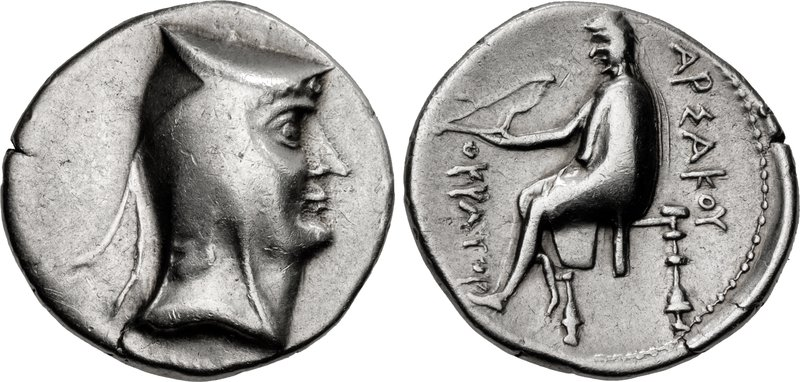
سکه ارشک اول، ضرب نسا

در اصل، سکه‌های ارشک «نمونه اولیه تمام سکه‌های اشکانی بعدی را به نمایش می‌گذارد، اما خود نیز دستخوش تغییرات اندکی شد». خداداد رضاخانی می‌افزاید که عناصر سکه‌های او الگوبرداری شده از سکه‌های سلوکی و ساتراپ‌های پیشین هخامنشی هستند، اما با این وجود، ابداعات متعددی انجام داده‌است که آن‌ها را از سکه‌های پیشینیانش متمایز کرده‌است. به گفته علیرضا شاپور شهبازی، سکه‌های ارشک خود «به عمد از سکه‌های سلوکی متمایز می‌شود تا برخواسته‌های ملی‌گرایانه و سلطنتی خود تأکید کند». با این وجود به تقلید از نقش رایج سلوکی آپولون که روی امفالوس نشسته و کمان در دست دارد این بار تنها نقش ارشک جایگزین آن شده‌است که بر روی چهارپایه ای نشسته‌است (مانند برخی از ساتراپ‌های هخامنشی، مانند داتامش) در حالی که لباس سکائی بر تن و کلاه کرباسی بر سر دارد که به باشلیق معروف شده‌است.
برخی از نقشهای روی سکه‌های ارشک او را کارنی (معادل یونانی اتوکراتور) می‌نامند که عنوانی بود که توسط رهبران برجسته نظامی هخامنشی مانند کوروش کوچک استفاده می‌شد. ارشک عمداً خود را بالاتر از یک ساتراپ قرار می‌داد، اما همزمان از استفاده از عنوان سلطنتی باسیلئوس (شاه) اجتناب می‌کرد، که به این معنی است که او از سلطنت سلوکی پیروی می‌کرد که البته بعداً او آن را رد کرد. از دیدگاه ایرانیان، لقب باسیلئوس اهمیت چندانی نداشت.
ارشک ظاهراً از شهری که خود تأسیس کرده بود - نسا - به عنوان مکانی برای ضرب سکه‌های خود استفاده می‌کرد. سکه‌های ارشک هم بر نقره و هم برنز ضرب می‌شد. درهم‌های نقره ارشک نمای بی‌ریش و سبیل او را به سمت راست نشان می‌دهد، که شباهت زیادی به تصویر پادشاهان سلوکی بر روی سکه‌ها دارد. به گفته فابریزیو سینیسی، به همین ترتیب، کماندار نشسته در پشت سکه به سمت چپ نقش شده‌است. افسانه یونانی ΑΡΣΑΚΟΥ ΑΥΤΟΚΡΑΤΟΡΟΣ به شکلی مشابه سکه‌های سلوکی در دو خط عمودی در دو طرف درهم‌ها حک شده‌است. بدون توجه به این ویژگی‌ها، سینیسی خاطرنشان می‌کند که سکه‌های ارشک «فوراً قابل تشخیص هستند که توسط یک حاکم غیریونانی منتشر شده‌است». به عنوان مثال، ارشک کلاه نرم نوک تیزی را، شبیه به سکه‌های دوران هخامنشی، بر سر دارد و کمان‌دار پشت آن نیز لباس سواری ایرانی بر تن دارد.

## میراث
اعتبار ارشک تا مدت‌ها پس از مرگش پابرجا ماند. همان‌طور که ایزیدور خاراکسی گزارش می‌دهد، بیش از دو قرن پس از مرگ او، آتشی جاودانه به افتخار او همچنان در شهر آساک روشن نگهداشته می‌شد. این امر نشان می‌دهد که عمل اعلام پادشاه اهمیت دینی داشته‌است.   عنوان آتش خاندان اشکانیان عمل می‌کرد، که احتمالاً به منظور برجسته کردن وارثان امپراتوری هخامنشی ایجاد شده‌است. با توجه به دستاوردهای خود، او به عنوان «پدر ملت» شناخته شد و نام او به افتخار سلطنتی تبدیل شد که توسط همه پادشاهان اشکانی به دلیل تحسین از دستاوردهای او استفاده می‌شد. همچنین اشکانیان را با فرمانروای افسانه‌ای کیانیان، کی آرش، پیوند داد که ساکنان شرق ایران، مانند اشکانیان و داهائی‌ها، سلسله‌اش را باید هنوز به یاد داشته باشند. یک ادعای ساختگی بعدها از قرن دوم قبل از میلاد به بعد توسط اشکانیان مطرح شد که ارشک را از نوادگان شاه شاهان هخامنشی، اردشیر دوم، نشان می‌داد.
خاندان ارشک چهار قرن و نیم حکومت کردند تا اینکه در سال ۲۲۴ میلادی توسط شاهنشاهی ساسانی سرنگون شد. با این حال، حتی در آن زمان نیز، فرزندان ارشک همچنان از نفوذ و اقتدار قابل توجهی برخوردار بودند. یکی از هفت خاندان بزرگ ایران، خاندان کارن، چندین شخصیت مهم در تاریخ ایران را پدیدآورد، مانند وزیر قرن ششم بزرگمهر و شاهزاده و یاغی قرن نهم مازیار (۸۳۹–۸۱۷). اشکانیان همچنین نقش مهمی در تاریخ قفقاز ایفا کردند. شاهزادگان ارمنستان، آلبانیای قفقاز و ایبری توسط شاخه‌هایی از سلسله اشکانی اداره می‌شدند. به گفته پروکوپیوس، حتی تا اواخر قرن ششم، اشراف ارمنی هنوز میراث شرقی خود و شخصیت ارشک را به خاطر داشتند.

## کتابشناسی
- Axworthy, Michael (2008). A History of Iran: Empire of the Mind. New York: Basic Books. pp. 1–368. ISBN 978-0-465-00888-9.
- Boyce, Mary (1984). Zoroastrians: Their Religious Beliefs and Practices. Psychology Press. pp. 1–252. ISBN 9780415239028.
- Frye, Richard Nelson (1984). The History of Ancient Iran. C.H.Beck. pp. 1–411. ISBN 9783406093975. false.
- Bickerman, Elias J. (1983). "The Seleucid Period".  In Yarshater, Ehsan (ed.). The Cambridge History of Iran, Volume 3(1): The Seleucid, Parthian and Sasanian Periods. Cambridge: Cambridge University Press. pp. 3–20. ISBN 0-521-20092-X.
- Bivar, A.D.H. (1983). "The Political History of Iran under the Arsacids".  In Yarshater, Ehsan (ed.). The Cambridge History of Iran, Volume 3(1): The Seleucid, Parthian and Sasanian Periods. Cambridge: Cambridge University Press. pp. 21–99. ISBN 0-521-20092-X.
- Boyce, M. (1986). "Arsacids iv. Arsacid religion".  In Yarshater, Ehsan (ed.). Encyclopædia Iranica, Volume II/5: Armenia and Iran IV–Art in Iran I. London: Routledge & Kegan Paul. pp. 540–541. ISBN 978-0-71009-105-5.
- Curtis, Vesta Sarkhosh (2007), "The Iranian Revival in the Parthian Period",  in Curtis, Vesta Sarkhosh; Stewart, Sarah (eds.), The Age of the Parthians: The Ideas of Iran, vol. 2, London & New York: I.B. Tauris & Co Ltd., in association with the London Middle East Institute at SOAS and the British Museum, pp. 7–25, ISBN 978-1-84511-406-0
- Dąbrowa, Edward (2012). "The Arsacid Empire".  In Daryaee, Touraj (ed.). The Oxford Handbook of Iranian History. Oxford University Press. pp. 1–432. ISBN 978-0-19-987575-7. Archived from the original on 2019-01-01. Retrieved 2019-01-13.
- Foltz, Richard (2013). Religions of Iran: From Prehistory to the Present. Oneworld Publications. pp. 1–368. ISBN 9781780743097.
- Gaslain, Jérôme (2016). "Some Aspects of Political History: Early Arsacid Kings and the Seleucids".  In Curtis, Vesta Sarkhosh; Pendleton, Elizabeth J.; Alram, Michael; Daryaee, Touraj (eds.). The Parthian and Early Sasanian Empires: Adaptation and Expansion. Oxbow Books. ISBN 9781785702082.
- Ghodrat-Dizaji, Mehrdad (2016). "Remarks on the Location of the Province of Parthia in the Sasanian Period".  In Curtis, Vesta Sarkhosh; Pendleton, Elizabeth J.; Alram, Michael; Daryaee, Touraj (eds.). The Parthian and Early Sasanian Empires: Adaptation and Expansion. Oxbow Books. ISBN 9781785702082.
- Hauser, Stefan R. (2013). "The Arsacids (Parthians)".  In Potts, Daniel T. (ed.). The Oxford Handbook of Ancient Iran. Oxford University Press. pp. 728–751. ISBN 9780190668662.
- Kia, Mehrdad (2016). The Persian Empire: A Historical Encyclopedia [2 volumes]. ABC-CLIO. ISBN 978-1610693912.
- Hoover, Oliver D. (2009). Handbook of Syrian Coins: Royal and Civic Issues, Fourth to First Centuries BC [The Handbook of Greek Coinage Series, Volume 9]. Lancaster/London: Classical Numismatic Group.
- Lecoq, P. (1986). "Aparna". Encyclopaedia Iranica, Vol. II, Fasc. 2. p. 151.
- Olbrycht, Marek Jan (2021). Early Arsakid Parthia (ca. 250-165 B.C.). Brill. ISBN 978-9004460751.
- Pourshariati, Parvaneh (2017). "KĀRIN".  In Yarshater, Ehsan (ed.). Encyclopædia Iranica, Online Edition. Encyclopædia Iranica Foundation.
- Pourshariati, Parvaneh (2008). Decline and Fall of the Sasanian Empire: The Sasanian-Parthian Confederacy and the Arab Conquest of Iran. London and New York: I.B. Tauris. ISBN 978-1-84511-645-3.
- Rezakhani, Khodadad (2013). "Arsacid, Elymaean, and Persid Coinage".  In Potts, Daniel T. (ed.). The Oxford Handbook of Ancient Iran. Oxford University Press. ISBN 978-0199733309.
- Schippmann, K. (1986). "Arsacids ii. The Arsacid dynasty".  In Yarshater, Ehsan (ed.). Encyclopædia Iranica, Volume II/5: Armenia and Iran IV–Art in Iran I. London: Routledge & Kegan Paul. pp. 525–536. ISBN 978-0-71009-105-5.
- Schmitt, R. (1986). "Apasiacae". Encyclopaedia Iranica, Vol. II, Fasc. 2. pp. 151–152.
- Sellwood, David (1983). "Parthian Coins".  In Yarshater, Ehsan (ed.). The Cambridge History of Iran, Volume 3(1): The Seleucid, Parthian and Sasanian Periods. Cambridge: Cambridge University Press. ISBN 0-521-20092-X.
- Shahbazi, A. Sh. (1986). "Arsacids i. Origins".  In Yarshater, Ehsan (ed.). Encyclopædia Iranica, Volume II/5: Armenia and Iran IV–Art in Iran I. London: Routledge & Kegan Paul. p. 525. ISBN 978-0-71009-105-5.
- Sinisi, Fabrizio (2012). "The Coinage of the Parthians".  In Metcalf, William E. (ed.). The Oxford Handbook of Greek and Roman Coinage. Oxford University Press. ISBN 978-0195305746.
- Jean Foy-Vaillant, Arsacidarum imperium, sive, Regum Parthorum historia : ad fidem numismatum accommodata, Paris, 1725.
- Weiskopf, Michael (1993). "Dārā (city)".  In Yarshater, Ehsan (ed.). Encyclopædia Iranica, Volume VI/6: Daf(f) and Dāyera–Dārā. Costa Mesa, CA: Mazda Publishers. pp. 671–672. ISBN 978-1-56859-004-2.
- Józef Wolski, "L'Historicité d'Arsace Ier", in Historia: Zeitschrift für Alte Geschichte, Bd. 8, H. 2 (Apr., 1959), pp. 222–238.

- حسن پیرنیا، ایران باستان (تاریخ مفصل ایران قدیم)

}}
| ارشک یکماشکانیان درگذشتهٔ: ۲۱۷ پ.م. |                              |                |
| عنوان سلطنتی                       |                              |                |
| پیشین: بنیانگذاری پادشاهی          | شاهنشاه ایران ۲۴۷ – ۲۱۷ پ.م. | پسین: ارشک دوم |